# Aleiodes flavitarsus
Aleiodes flavitarsus är en stekelart som beskrevs av Marsh och Shaw 1998. Aleiodes flavitarsus ingår i släktet Aleiodes och familjen bracksteklar. Inga underarter finns listade i Catalogue of Life.